# أولاف الثاني
أولاف الثاني هارالدسون (بالنرويجية: Olaf II Haraldsson) ويسمى أيضا القديس أولاف (بالنرويجية: Olaf II) وهو ملك النرويج من 1015 – 1028 حكم لمدة 13 سنة، تم إعلان قداسته في نيداروس (تروندهايم اليوم) بواسطة الآسقف جريمكل وذلك بعد وفاته في معركة ستكليساد في سنة 1030 وبنيت كنيسة لأجله، أعترف به قديسا في الكنيسة الرومانية الكاثوليكية في سنة 1164 من قبل البابا ألكسندر الثالث ولكن بحسب القانون اللوثري فهو ليس قديس.
أصبحت ملحمة أولاف هارالدسون وأسطورة أولاف القديس مركزًا للهوية الوطنية. خلال فترة القومية الرومانسية بشكل خاص، كان أولاف رمزًا لاستقلال النرويج وفخرها. وتم إضافة القديس أولاف مع الفأس في شعار النرويج، كما ولا يزال أولسوك (29 يوليو) يوم للاحتفاء بذكراه. وتم تسمية العديد من المؤسسات المسيحية ذات الروابط الاسكندنافية على شرفه، وكذلك وسام القديس أولاف في النرويج.
أثيرت أسئلة حول طبيعة أولاف المسيحية نفسها. يتفق المؤرخون الحديثون عمومًا على أن أولاف كان يميل إلى العنف والوحشية، ولاحظوا أن العلماء الأوائل غالبًا ما أهملوا هذا الجانب من شخصيته. يبدو أن أولاف، مثله مثل العديد من الملوك الاسكندنافيين، استخدم مسيحيته لكسب المزيد من السلطة للملكية ومركزية السيطرة في النرويج. لا تتحدث المقاطع السكالدية المنسوبة إلى أولاف عن المسيحية على الإطلاق، ولكن في الواقع تستخدم إشارات وثنية لوصف العلاقات الرومانسية. عمل أولاف على فرض التعميد واستيراد رجال الدين المسيحيين من إنجلترا وبناء الكنائس في أنحاء النرويج.